# Руді і Труді
«Руді і Труді» (нім. Rudi und Trudi, англ. Rudi & Trudi) — німецько-британський мультсеріал, розроблений у 2006 році. Це відгалуження серіалу Зібенштайна.

## Сюжет
Мультсеріал розповідає про пригоди ворона Руді та кішку Труді У кожному епізоді вони відкривають нове місце. Як ворон, Руді завжди шукає блискучі предмети та ласощі. Однак це часто призводить до складних ситуацій. Труді навпаки — доглянута, боїться води і намагається діяти спритно. Тому зазвичай вони допомагають один одному і працюють разом, як одна команда.

## Виробництво
Серіал був стврорений у 2006 році в рамках німецько-британської співпраці. Режисером є Алан Сімпсон. TV-Loonland AG, Telemagination взяли на себе виробництво від імені ZDF.

## Список серій
| Сезон | Епізоди | Час показу     |
| ----- | ------- | -------------- |
| 1     | 26      | 25 грудня 2006 |